# 弧矢增十八
HD 62412，又名CD-26 4824，SAO 174356、HR 2988、HIP 37590，是一颗船尾座的恒星，视星等为5.64，位于銀經242.01，銀緯-1.44，其B1900.0坐标为赤經7h 38m 40.4s，赤緯-26° -1.44′ 49″。